# Список птиц Финляндии
Список птиц Финляндии включает около 450 видов.

## Гусеобразные—Anseriformes

### Утиные—Anatidae
- Лебедь-шипун — Cygnus olor
- Американский лебедь — Cygnus columbianus
- Лебедь-кликун — Cygnus cygnus
- Гуменник — Anser fabalis
- Короткоклювый гуменник — Anser brachyrhynchus
- Белолобый гусь — Anser albifrons
- Пискулька — Anser erythropus
- Серый гусь — Anser anser
- Белый гусь — Anser caerulescens
- Канадская казарка — Branta canadensis
- Белощёкая казарка — Branta leucopsis
- Чёрная казарка — Branta bernicla
- Краснозобая казарка — Branta ruficollis
- Огарь — Tadorna ferruginea
- Пеганка — Tadorna tadorna
- Мандаринка — Aix galericulata
- Свиязь — Anas penelope
- Американская свиязь — Anas americana
- Серая утка — Anas strepera
- Чирок-свистунок — Anas crecca
- Зеленокрылый чирок — Anas carolinensis
- Кряква — Anas platyrhynchos
- Американская чёрная кряква — Anas rubripes
- Шилохвость — Anas acuta
- Чирок-трескунок — Anas querquedula
- Голубокрылый чирок — Anas discors
- Широконоска — Anas clypeata
- Красноносый нырок — Netta rufina
- Красноголовый нырок — Aythya ferina
- Ошейниковая чернеть — Aythya collaris
- Белоглазый нырок — Aythya nyroca
- Хохлатая чернеть — Aythya fuligula
- Морская чернеть — Aythya marila
- Малая морская чернеть — Aythya affinis
- Обыкновенная гага — Somateria mollissima
- Гага-гребенушка — Somateria spectabilis
- Сибирская гага — Polysticta stelleri
- Каменушка — Histrionicus histrionicus
- Морянка — Clangula hyemalis
- Синьга — Melanitta nigra
- Пестроносый турпан — Melanitta perspicillata
- Турпан — Melanitta fusca
- Обыкновенный гоголь — Bucephala clangula
- Луток — Mergus albellus
- Средний крохаль — Mergus serrator
- Большой крохаль — Mergus merganser
- Американская савка — Oxyura jamaicensis

## Курообразные—Galliformes

### Тетеревиные—Tetraonidae
- Рябчик — Bonasa bonasia
- Белая куропатка — Lagopus lagopus
- Тундряная куропатка — Lagopus muta
- Тетерев — Tetrao tetrix
- Глухарь — Tetrao urogallus

### Фазановые—Phasianidae
- Серая куропатка — Perdix perdix
- Обыкновенный перепел — Coturnix coturnix
- Фазан — Phasianus colchicus

## Гагарообразные—Gaviiformes

### Гагаровые—Gaviidae
- Краснозобая гагара — Gavia stellata
- Чернозобая гагара — Gavia arctica
- Полярная гагара — Gavia immer
- Белоклювая гагара — Gavia adamsii

## Поганкообразные—Podicipediformes

### Поганковые—Podicipedidae
- Малая поганка — Tachybaptus ruficollis
- Чомга — Podiceps cristatus
- Серощёкая поганка — Podiceps grisegena
- Красношейная поганка — Podiceps auritus
- Черношейная поганка — Podiceps nigricollis

## Буревестникообразные—Procellariiformes

### Буревестниковые—Procellariidae
- Глупыш — Fulmarus glacialis
- Серый буревестник — Puffinus griseus
- Обыкновенный буревестник — Puffinus puffinus

### Качурковые—Hydrobatidae
- Прямохвостая качурка — Hydrobates pelagicus
- Северная качурка — Oceanodroma leucorhoa
- Мадейрская качурка — Oceanodroma castro

## Пеликанообразные—Pelecaniformes

### Олушевые—Sulidae
- Северная олуша — Morus bassanus

### Баклановые—Phalacrocoracidae
- Большой баклан — Phalacrocorax carbo
- Хохлатый баклан — Phalacrocorax aristotelis

### Пеликановые—Pelecanidae
- Розовый пеликан — Pelecanus onocrotalus

## Аистообразные—Ciconiiformes

### Цаплевые—Ardeidae
- Большая выпь — Botaurus stellaris
- Малая выпь — Ixobrychus minutus
- Обыкновенная кваква — Nycticorax nycticorax
- Египетская цапля — Bubulcus ibis
- Жёлтая цапля — Ardeola ralloides
- Малая белая цапля — Egretta garzetta
- Большая белая цапля — Egretta alba
- Серая цапля — Ardea cinerea
- Рыжая цапля — Ardea purpurea

### Аистовые—Ciconiidae
- Чёрный аист — Ciconia nigra
- Белый аист — Ciconia ciconia

### Ибисовые—Threskiornithidae
- Каравайка — Plegadis falcinellus
- Обыкновенная колпица — Platalea leucorodia

## Соколообразные—Falconiformes

### Ястребиные—Accipitridae
- Осоед — Pernis apivorus
- Чёрный коршун — Milvus migrans
- Красный коршун — Milvus milvus
- Орлан-долгохвост — Haliaeetus leucoryphus
- Орлан-белохвост — Haliaeetus albicilla
- Стервятник — Neophron percnopterus
- Белоголовый сип — Gyps fulvus
- Змееяд — Circaetus gallicus
- Болотный лунь — Circus aeruginosus
- Полевой лунь — Circus cyaneus
- Степной лунь — Circus macrourus
- Луговой лунь — Circus pygargus
- Ястреб-тетеревятник — Accipiter gentilis
- Ястреб-перепелятник — Accipiter nisus
- Обыкновенный канюк — Buteo buteo
- Курганник — Buteo rufinus
- Зимняк — Buteo lagopus
- Малый подорлик — Aquila pomarina
- Большой подорлик — Aquila clanga
- Степной орёл — Aquila nipalensis
- Могильник — Aquila heliaca
- Беркут — Aquila chrysaetos
- Орёл-карлик — Hieraaetus pennatus

### Скопиные—Pandionidae
- Скопа — Pandion haliaetus

### Соколиные—Falconidae
- Степная пустельга — Falco naumanni
- Обыкновенная пустельга — Falco tinnunculus
- Кобчик — Falco vespertinus
- Дербник — Falco columbarius
- Чеглок — Falco subbuteo
- Чеглок Элеоноры — Falco eleonorae
- Балобан — Falco cherrug
- Кречет — Falco rusticolus
- Сапсан — Falco peregrinus

## Журавлеобразные—Gruiformes

### Пастушковые—Rallidae
- Водяной пастушок — Rallus aquaticus
- Обыкновенный погоныш — Porzana porzana
- Малый погоныш — Porzana parva
- Погоныш-крошка — Porzana pusilla
- Коростель — Crex crex
- Камышница — Gallinula chloropus
- Бронзовая султанка — Porphyrio alleni
- Лысуха — Fulica atra

### Журавлиные—Gruidae
- Серый журавль — Grus grus
- Журавль-красавка — Anthropoides virgo

### Дрофиные—Otididae
- Стрепет — Tetrax tetrax
- Вихляй — Chlamydotis macqueenii
- Дрофа — Otis tarda

## Ржанкообразные—Charadriiformes

### Кулики-сороки—Haematopodidae
- Кулик-сорока — Haematopus ostralegus

### Шилоклювковые—Recurvirostridae
- Ходулочник — Himantopus himantopus
- Шилоклювка — Recurvirostra avosetta

### Авдотковые—Burhinidae
- Авдотка — Burhinus oedicnemus

### Тиркушковые—Glareolidae
- Бегунок — Cursorius cursor
- Луговая тиркушка — Glareola pratincola
- Степная тиркушка — Glareola nordmanni

### Ржанковые—Charadriidae
- Малый зуёк — Charadrius dubius
- Галстучник — Charadrius hiaticula
- Морской зуёк — Charadrius alexandrinus
- Большеклювый зуёк — Charadrius leschenaultii
- Каспийский зуёк — Charadrius asiaticus
- Восточный зуёк — Charadrius veredus
- Хрустан — Charadrius morinellus
- Бурокрылая ржанка — Pluvialis fulva
- Золотистая ржанка — Pluvialis apricaria
- Тулес — Pluvialis squatarola
- Кречётка — Vanellus gregarius
- Белохвостая пигалица — Vanellus leucurus
- Чибис — Vanellus vanellus

### Бекасовые—Scolopacidae
- Исландский песочник — Calidris canutus
- Песчанка — Calidris alba
- Песочник-красношейка — Calidris ruficollis
- Кулик-воробей — Calidris minuta
- Белохвостый песочник — Calidris temminckii
- Песочник-крошка — Calidris minutilla
- Бонапартов песочник — Calidris fuscicollis
- Бэрдов песочник — Calidris bairdii
- Дутыш — Calidris melanotos
- Острохвостый песочник — Calidris acuminata
- Краснозобик — Calidris ferruginea
- Ходулочниковый песочник — Calidris himantopus
- Морской песочник — Calidris maritima
- Чернозобик — Calidris alpina
- Грязовик — Limicola falcinellus
- Желтозобик — Tryngites subruficollis
- Турухтан — Philomachus pugnax
- Гаршнеп — Lymnocryptes minimus
- Бекас — Gallinago gallinago
- Дупель — Gallinago media
- Американский бекасовидный веретенник — Limnodromus scolopaceus
- Вальдшнеп — Scolopax rusticola
- Большой веретенник — Limosa limosa
- Малый веретенник — Limosa lapponica
- Кроншнеп-малютка — Numenius minutus
- Средний кроншнеп — Numenius phaeopus
- Большой кроншнеп — Numenius arquata
- Щёголь — Tringa erythropus
- Травник — Tringa totanus
- Поручейник — Tringa stagnatilis
- Большой улит — Tringa nebularia
- Желтоногий улит — Tringa flavipes
- Черныш — Tringa ochropus
- Фифи — Tringa glareola
- Мородунка — Xenus cinereus
- Перевозчик — Actitis hypoleucos
- Пятнистый перевозчик — Actitis macularius
- Перепончатопалый улит — Catoptrophorus semipalmatus
- Камнешарка — Arenaria interpres
- Большой плавунчик — Phalaropus tricolor
- Круглоносый плавунчик — Phalaropus lobatus
- Плосконосый плавунчик — Phalaropus fulicarius

### Поморниковые—Stercorariidae
- Средний поморник — Stercorarius pomarinus
- Короткохвостый поморник — Stercorarius parasiticus
- Длиннохвостый поморник — Stercorarius longicaudus
- Большой поморник — Stercorarius skua

### Чайковые—Laridae
- Черноголовая чайка — Larus melanocephalus
- Ацтекская чайка — Larus atricilla
- Франклинова чайка — Larus pipixcan
- Малая чайка — Larus minutus
- Озёрная чайка — Larus ridibundus
- Морской голубок — Larus genei
- Сизая чайка — Larus canus
- Клуша — Larus fuscus
- Серебристая чайка — Larus argentatus
- Хохотунья — Larus cachinnans
- Средиземноморская чайка — Larus michahellis
- Малая полярная чайка — Larus glaucoides
- Бургомистр — Larus hyperboreus
- Морская чайка — Larus marinus
- Розовая чайка — Rhodostethia rosea
- Обыкновенная моевка — Rissa tridactyla
- Белая чайка — Pagophila eburnea
- Вилохвостая чайка — Xema sabini

### Крачковые—Sternidae
- Чайконосая крачка — Sterna nilotica
- Чеграва — Sterna caspia
- Пестроносая крачка — Sterna sandvicensis
- Речная крачка — Sterna hirundo
- Полярная крачка — Sterna paradisaea
- Малая крачка — Sterna albifrons
- Белощёкая крачка — Chlidonias hybrida
- Чёрная крачка — Chlidonias niger
- Белокрылая крачка — Chlidonias leucopterus

### Чистиковые—Alcidae
- Тонкоклювая кайра — Uria aalge
- Толстоклювая кайра — Uria lomvia
- Гагарка — Alca torda
- Обыкновенный чистик — Cepphus grylle
- Люрик — Alle alle
- Тупик — Fratercula arctica

## Рябкообразные—Pterocliformes

### Рябковые—Pteroclidae
- Саджа — Syrrhaptes paradoxus

## Голубеобразные—Columbiformes

### Голубиные—Columbidae
- Сизый голубь — Columba livia
- Клинтух — Columba oenas
- Вяхирь — Columba palumbus
- Кольчатая горлица — Streptopelia decaocto
- Обыкновенная горлица — Streptopelia turtur
- Большая горлица — Streptopelia orientalis

## Кукушкообразные—Cuculiformes

### Кукушковые—Cuculidae
- Хохлатая кукушка — Clamator glandarius
- Обыкновенная кукушка — Cuculus canorus

## Совообразные—Strigiformes

### Сипуховые—Tytonidae
- Сипуха — Tyto alba

### Совиные—Strigidae
- Филин — Bubo bubo
- Белая сова — Bubo scandiacus
- Ястребиная сова — Surnia ulula
- Воробьиный сыч — Glaucidium passerinum
- Домовый сыч — Athene noctua
- Серая неясыть — Strix aluco
- Длиннохвостая неясыть — Strix uralensis
- Бородатая неясыть — Strix nebulosa
- Ушастая сова — Asio otus
- Болотная сова — Asio flammeus
- Мохноногий сыч — Aegolius funereus

## Caprimulgiformes

### Caprimulgidae
- Caprimulgus europaeus

## Apodiformes

### Apodidae
- Hirundapus caudacutus
- Apus apus
- Apus pallidus
- Apus melba
- Apus caffer

## Coraciiformes

### Alcedinidae
- Alcedo atthis

### Meropidae
- Merops persicus
- Merops apiaster

### Coraciidae
- Coracias garrulus

### Upupidae
- Upupa epops

## Piciformes

### Picidae
- Jynx torquilla
- Picus canus
- Picus viridis
- Dryocopus martius
- Dendrocopos major
- Dendrocopos leucotos
- Dendrocopos minor
- Picoides tridactylus

## Passeriformes

### Alaudidae
- Melanocorypha calandra
- Melanocorypha bimaculata
- Melanocorypha leucoptera
- Melanocorypha yeltoniensis
- Calandrella brachydactyla
- Calandrella rufescens
- Galerida cristata
- Lullula arborea
- Alauda arvensis
- Eremophila alpestris

### Hirundinidae
- Riparia riparia
- Ptyonoprogne rupestris
- Hirundo rustica
- Hirundo daurica
- Delichon urbicum

### Motacillidae
- Anthus richardi
- Anthus godlewskii
- Anthus campestris
- Anthus hodgsoni
- Anthus trivialis
- Anthus gustavi
- Anthus pratensis
- Anthus cervinus
- Anthus petrosus
- Motacilla flava
- Motacilla citreola
- Motacilla cinerea
- Motacilla alba

### Bombycillidae
- Bombycilla garrulus

### Cinclidae
- Cinclus cinclus

### Troglodytidae
- Troglodytes troglodytes

### Prunellidae
- Prunella modularis
- Prunella montanella
- Prunella atrogularis
- Prunella collaris

### Turdidae
- Cercotrichas galactotes
- Erithacus rubecula
- Luscinia luscinia
- Luscinia megarhynchos
- Luscinia calliope
- Luscinia svecica
- Tarsiger cyanurus
- Phoenicurus ochruros
- Phoenicurus phoenicurus
- Saxicola rubetra
- Saxicola torquatus
- Oenanthe isabellina
- Oenanthe oenanthe
- Oenanthe pleschanka
- Oenanthe hispanica
- Oenanthe deserti
- Monticola saxatilis
- Monticola solitarius
- Zoothera dauma
- Catharus ustulatus
- Turdus torquatus
- Turdus merula
- Turdus obscurus
- Turdus naumanni
- Turdus ruficollis
- Turdus pilaris
- Turdus philomelos
- Turdus iliacus
- Turdus viscivorus

### Sylviidae
- Locustella lanceolata
- Locustella naevia
- Locustella fluviatilis
- Locustella luscinioides
- Acrocephalus aedon
- Acrocephalus paludicola
- Acrocephalus schoenobaenus
- Acrocephalus scirpaceus
- Acrocephalus palustris
- Acrocephalus dumetorum
- Acrocephalus agricola
- Acrocephalus arundinaceus
- Hippolais pallida
- Hippolais caligata
- Hippolais rama
- Hippolais icterina
- Sylvia atricapilla
- Sylvia borin
- Sylvia nisoria
- Sylvia curruca
- Sylvia communis
- Sylvia nana
- Sylvia undata
- Sylvia cantillans
- Sylvia melanocephala
- Sylvia rueppelli
- Phylloscopus coronatus
- Phylloscopus trochiloides
- Phylloscopus borealis
- Phylloscopus proregulus
- Phylloscopus inornatus
- Phylloscopus humei
- Phylloscopus schwarzi
- Phylloscopus fuscatus
- Phylloscopus bonelli
- Phylloscopus orientalis
- Phylloscopus sibilatrix
- Phylloscopus collybita
- Phylloscopus trochilus
- Regulus regulus
- Regulus ignicapilla

### Muscicapidae
- Muscicapa striata
- Ficedula parva
- Ficedula albicollis
- Ficedula hypoleuca

### Paradoxornithidae
- Panurus biarmicus

### Aegithalidae
- Aegithalos caudatus

### Paridae
- Parus palustris
- Parus montanus
- Parus cinctus
- Parus cristatus
- Parus ater
- Parus caeruleus
- Parus cyanus
- Parus major

### Sittidae
- Sitta europaea

### Certhiidae
- Certhia familiaris

### Remizidae
- Remiz pendulinus

### Oriolidae
- Oriolus oriolus

### Laniidae
- Lanius isabellinus
- Lanius collurio
- Lanius minor
- Lanius excubitor
- Lanius meridionalis
- Lanius senator
- Lanius nubicus

### Corvidae
- Garrulus glandarius
- Perisoreus infaustus
- Pica pica
- Nucifraga caryocatactes
- Corvus monedula
- Corvus dauuricus
- Corvus frugilegus
- Corvus corone cornix
- Corvus corax

### Sturnidae
- Sturnus vulgaris
- Sturnus roseus

### Passeridae
- Passer domesticus
- Passer hispaniolensis
- Passer montanus

### Fringillidae
- Fringilla coelebs
- Fringilla montifringilla
- Serinus serinus
- Carduelis chloris
- Carduelis carduelis
- Carduelis spinus
- Carduelis cannabina
- Carduelis flavirostris
- Carduelis flammea
- Carduelis hornemanni
- Loxia leucoptera
- Loxia curvirostra
- Loxia pytyopsittacus
- Bucanetes githagineus
- Carpodacus erythrinus
- Pinicola enucleator
- Pyrrhula pyrrhula
- Coccothraustes coccothraustes

### Emberizidae
- Zonotrichia albicollis
- Calcarius lapponicus
- Plectrophenax nivalis
- Emberiza spodocephala
- Emberiza leucocephalos
- Emberiza citrinella
- Emberiza buchanani
- Emberiza hortulana
- Emberiza caesia
- Emberiza rustica
- Emberiza pusilla
- Emberiza rutila
- Emberiza aureola
- Emberiza schoeniclus
- Emberiza melanocephala
- Emberiza calandra[1]

## См.также
- Список птиц России
- Список птиц Швеции
- Эндемизм у птиц